# Centrum voor Leerlingenbegeleiding
Een Centrum voor Leerlingenbegeleiding (CLB) is in Vlaanderen de aangewezen instantie voor leerlingenbegeleiding in zowel het basis- als het secundair onderwijs. Deze centra zijn sedert het decreet van 01-12-1998 ontstaan uit de fusie van de vroegere Psycho-medisch-sociale centra (PMS) en de centra voor Medisch schooltoezicht (MST).

## Werkwijze
Er zijn 61 centra, behorend tot het Gemeenschapsonderwijs, het Onderwijs van Steden en Gemeenten, het Provinciaal onderwijs en het Vrij onderwijs. De indeling volgens onderwijsnet dus van toepassing. De centra werken onafhankelijk van de school en hebben een eigen directie en reglementering. Iedere school sluit jaarlijks samenwerkingsafspraken af met een centrum, wat een erkenningsvoorwaarde is voor de school (en dus verplicht). Zo zijn de centra vertrouwd met het reilen en zeilen in de school, maar nemen toch genoeg afstand om een begeleiding op te zetten in het belang van de leerling, wat niet steeds samenvalt met het belang van de school.
Elke erkende school in Vlaanderen werkt samen met een centrum voor leerlingenbegeleiding (CLB).
De centra zijn actief op vier domeinen:
- leren en studeren: leermoeilijkheden, verwijzing naar buitengewoon onderwijs, studiehouding etc.
- schoolloopbaanbegeleiding, met onder andere studie- en beroepskeuze, spijbelen etc.
- psychisch en sociaal functioneren: welbevinden, gedragsproblemen, problemen thuis etc.
- preventieve gezondheidszorg: vaccinatieprogramma's, gezondheidsvoorlichting, preventieve medische screening etc.

In het onderwijs van de Franse Gemeenschap heet dit nog steeds het psycho-medisch-sociale centrum (Centre psycho-médico-social, PMS).

### Functies
In het centrum werken multidisciplinair (artsen: jeugdartsen, psychologen, maatschappelijk werkers en verpleegkundigen).
Ook werken er psycho-pedagogisch consulenten (PPC), een universitair (master) gevormde psycholoog of pedagoog. Deze officiële benaming vervangt de vroegere, maar meer ingeburgerde benaming van (beroepskeuze-)adviseur.
Er is ook de psycho-pedagogisch werker, die heeft niet-universitair hoger onderwijs gevolgd (bachelor) en heeft een gelijkaardige functie.